# Flevopark
Le Flevopark (parfois francisé en « parc Flevo ») est un parc néerlandais situé à Amsterdam, dans l'arrondissement Oost, en bordure orientale de l'Indische buurt et de l'étendue d'eau Nieuwe Diep à l'ouest, marquant le début du canal d'Amsterdam au Rhin. Il est nommé d'après le lac Flevo.

## Histoire

### Projet initial

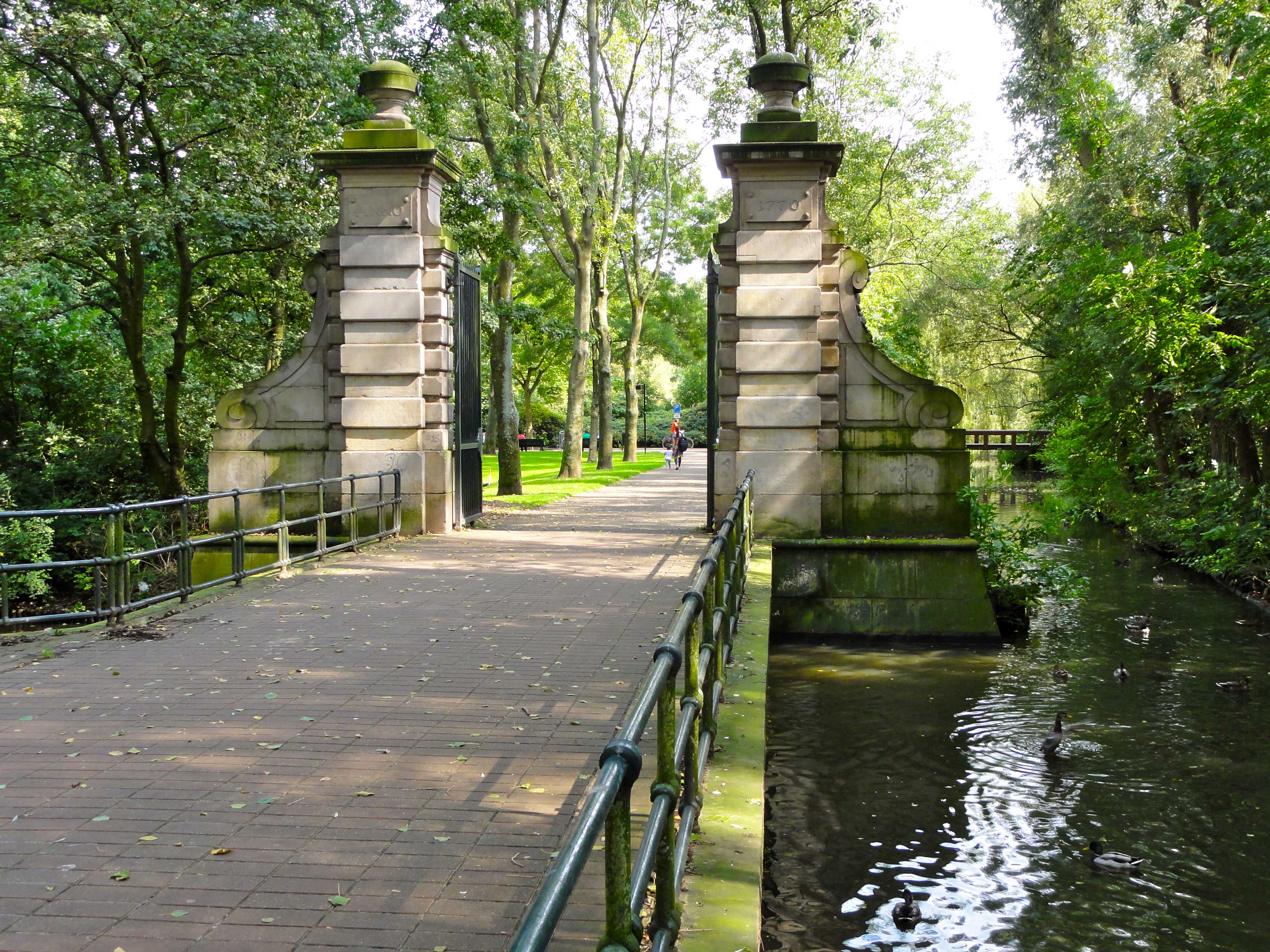
Entrée du Flevopark.

L'idée d'un parc voit le jour en 1908 sur la volonté du naturaliste Jac. P. Thijsse, qui souhaite la création d'un espace vert accessible au public entre le cimetière juif de Zeeburg et le Nieuwe Diep. Le terrain, qui appartient jusqu'en 1896 à la commune de Diemen, est réaménagé à partir de 1928. Trois ans plus tard, le parc est inauguré sous le nom de Zuiderzeepark, en référence à la Zuiderzee. Le changement de nom pour le Flevopark est effectif en 1943.

### Attractions
Le Flevoparkbad, piscine en plein air, ainsi que la distillerie Distilleerderij 't Nieuwe Diep, se trouvent désormais dans le parc, qui constitue le terminus oriental des lignes 3 et 14 du tramway d'Amsterdam.